# Anett Mészáros
Pour les articles homonymes, voir Mészáros.
Anett Mészáros, née le 14 juillet 1987, est une judokate hongroise en activité évoluant dans la catégorie des moins de 70 kg (poids super-légers).

## Palmarès
| Année | Compétition           | Lieu      | Résultat | Catégorie      |
| ----- | --------------------- | --------- | -------- | -------------- |
| 2005  | Championnats d'Europe | Rotterdam | 3e       | Moins de 70 kg |
| 2009  | Championnats du monde | Rotterdam | 2e       | Moins de 70 kg |
| 2010  | Championnats d'Europe | Vienne    | 1re      | Moins de 70 kg |
| 2010  | Championnats du monde | Tokyo     | 2e       | Moins de 70 kg |
| 2011  | Championnats du monde | Paris     | 3e       | Moins de 70 kg |